# Férfi egyéni műkorcsolya az 1956. évi téli olimpiai játékokon
Az 1956. évi téli olimpiai játékokon a műkorcsolya férfi egyéni versenyszámát január 29. és február 1. között rendezték. Az aranyérmet az amerikai Hayes Alan Jenkins nyerte. A versenyszámban nem vett részt magyar versenyző.

## Eredmények
Kilenc bíró pontozta a versenyzőket. A pontok alapján a bírók mindegyikénél külön-külön kialakult egy sorrend, az egyes szakaszokban (kötelező elemek, kűr) és az összesítésnél is, ez egy helyezési pontszámot is jelentett. Az egyes szakaszok, valamint az összesítés eredménye a következő kritériumok alapján alakult ki:
1. „Többségi helyezések száma”. Az a versenyző végzett előrébb, akit a bírók többsége előrébb rangsorolt. A bírók többsége azt jelentette, hogy a legjobb 5 helyezést adó bíró helyezési pontszámait vették figyelembe, de ha az 5. bíró helyezésével még volt azonos helyezés, akkor az(oka)t is figyelembe vették. Ezt az adatot tartalmazza az oszlop. (Pl. a „6×3+” azt jelenti, hogy a versenyző 6 bírónál az első 3 hely valamelyikén végzett.)
2. „Helyezések összege” (az összes bíró helyezési pontszámainak összege)
3. „Pont” (az összes bíró által adott összpontszám)
4. A kötelező elemek pontszáma

### Kötelező elemek
A kötelező programot január 29-én rendezték.
| Hely. | Versenyző          | Nemzet                      | Többségi helyezések száma | Helyezések összege | Pont  |
| ----- | ------------------ | --------------------------- | ------------------------- | ------------------ | ----- |
| 1.    | Hayes Alan Jenkins | Egyesült Államok (USA)      | 5×1+                      | 16,0               | 852,2 |
| 2.    | Ronald Robertson   | Egyesült Államok (USA)      | 6×2+                      | 20,0               | 840,1 |
| 3.    | David Jenkins      | Egyesült Államok (USA)      | 7×3+                      | 26,0               | 837,3 |
| 4.    | Alain Giletti      | Franciaország (FRA)         | 5×3+                      | 32,5               | 822,5 |
| 5.    | Karol Divín        | Csehszlovákia (TCH)         | 6×6+                      | 52,5               | 788,5 |
| 6.    | Michael Booker     | Nagy-Britannia (GBR)        | 6×6+                      | 55,5               | 792,4 |
| 7.    | Norbert Felsinger  | Ausztria (AUT)              | 6×7+                      | 63,5               | 783,6 |
| 8.    | Alain Calmat       | Franciaország (FRA)         | 9×8+                      | 67,0               | 772,6 |
| 9.    | Charles Snelling   | Kanada (CAN)                | 6×9+                      | 75,0               | 755,3 |
| 10.   | Tilo Gutzeit       | Egyesült Német Csapat (EUA) | 6×10+                     | 93,0               | 715,4 |
| 11.   | François Pache     | Svájc (SUI)                 | 7×11+                     | 97,0               | 699,8 |
| 12.   | Hans Müller        | Svájc (SUI)                 | 6×12+                     | 110,0              | 679,5 |
| 13.   | Allan Ganter       | Ausztrália (AUS)            | 8×13+                     | 113,0              | 666,3 |
| 14.   | Darío Villalba     | Spanyolország (ESP)         | 6×14+                     | 129,0              | 622,8 |
| 15.   | Kalle Tuulos       | Finnország (FIN)            | 6×15+                     | 135,0              | 600,2 |
| 16.   | Charles Keeble     | Ausztrália (AUS)            | 9×16+                     | 139,0              | 584,3 |

### Kűr
A kűrt február 1-én rendezték.
| Hely. | Versenyző          | Nemzet                      | Többségi helyezések száma | Helyezések összege | Pont   |
| ----- | ------------------ | --------------------------- | ------------------------- | ------------------ | ------ |
| 1.    | Ronald Robertson   | Egyesült Államok (USA)      | 6×1+                      | 11,5               | 652,05 |
| 2.    | Hayes Alan Jenkins | Egyesült Államok (USA)      | 8×2+                      | 16,5               | 645,75 |
| 3.    | David Jenkins      | Egyesült Államok (USA)      | 7×3+                      | 29,0               | 628,11 |
| 4.    | Alain Giletti      | Franciaország (FRA)         | 5×4+                      | 38,0               | 614,25 |
| 5.    | Karol Divín        | Csehszlovákia (TCH)         | 6×6+                      | 50,0               | 599,76 |
| 6.    | Charles Snelling   | Kanada (CAN)                | 6×6+                      | 54,0               | 598,50 |
| 7.    | Michael Booker     | Nagy-Britannia (GBR)        | 5×6+                      | 55,5               | 595,98 |
| 8.    | Norbert Felsinger  | Ausztria (AUT)              | 5×8+                      | 76,0               | 571,41 |
| 9.    | Alain Calmat       | Franciaország (FRA)         | 5×9+                      | 89,0               | 562,59 |
| 10.   | François Pache     | Svájc (SUI)                 | 7×10+                     | 91,5               | 554,40 |
| 11.   | Tilo Gutzeit       | Egyesült Német Csapat (EUA) | 5×11+                     | 92,5               | 554,40 |
| 12.   | Hans Müller        | Svájc (SUI)                 | 7×14+                     | 115,0              | 538,02 |
| 13.   | Charles Keeble     | Ausztrália (AUS)            | 5×13+                     | 116,5              | 531,09 |
| 14.   | Allan Ganter       | Ausztrália (AUS)            | 6×14+                     | 123,5              | 525,42 |
| 15.   | Kalle Tuulos       | Finnország (FIN)            | 7×15+                     | 131,5              | 520,38 |
| 16.   | Darío Villalba     | Spanyolország (ESP)         | 9×16+                     | 134,0              | 522,90 |

### Végeredmény
| Helyezés | Versenyző          | Nemzet                      | Helyezési pontszámok bírónként | Helyezési pontszámok bírónként | Helyezési pontszámok bírónként | Helyezési pontszámok bírónként | Helyezési pontszámok bírónként | Helyezési pontszámok bírónként | Helyezési pontszámok bírónként | Helyezési pontszámok bírónként | Helyezési pontszámok bírónként | Több. hely. száma | Hely. össz. | Pont    |
| Helyezés | Versenyző          | Nemzet                      | 1                              | 2                              | 3                              | 4                              | 5                              | 6                              | 7                              | 8                              | 9                              | Több. hely. száma | Hely. össz. | Pont    |
| -------- | ------------------ | --------------------------- | ------------------------------ | ------------------------------ | ------------------------------ | ------------------------------ | ------------------------------ | ------------------------------ | ------------------------------ | ------------------------------ | ------------------------------ | ----------------- | ----------- | ------- |
| Arany    | Hayes Alan Jenkins | Egyesült Államok (USA)      | 3,0                            | 1,0                            | 1,0                            | 1,0                            | 2,0                            | 2,0                            | 1,0                            | 1,0                            | 1,0                            | 6×1+              | 13          | 1497,95 |
| Ezüst    | Ronald Robertson   | Egyesült Államok (USA)      | 1,0                            | 2,0                            | 2,0                            | 2,0                            | 1,0                            | 1,0                            | 3,0                            | 2,0                            | 2,0                            | 8×2+              | 16          | 1492,15 |
| Bronz    | David Jenkins      | Egyesült Államok (USA)      | 2,0                            | 3,0                            | 4,0                            | 3,0                            | 3,0                            | 4,0                            | 2,0                            | 3,0                            | 3,0                            | 7×3+              | 27          | 1465,41 |
| 4.       | Alain Giletti      | Franciaország (FRA)         | 4,0                            | 5,0                            | 3,0                            | 5,0                            | 4,0                            | 3,0                            | 5,0                            | 4,0                            | 4,0                            | 6×4+              | 37          | 1436,75 |
| 5.       | Karol Divín        | Csehszlovákia (TCH)         | 7,0                            | 4,0                            | 5,0                            | 4,0                            | 5,5                            | 5,0                            | 6,0                            | 8,0                            | 5,0                            | 5×5+              | 49,5        | 1388,26 |
| 6.       | Michael Booker     | Nagy-Britannia (GBR)        | 5,0                            | 6,0                            | 8,0                            | 6,0                            | 5,5                            | 7,0                            | 4,0                            | 6,0                            | 6,0                            | 7×6+              | 53,5        | 1388,38 |
| 7.       | Norbert Felsinger  | Ausztria (AUT)              | 9,0                            | 7,0                            | 7,0                            | 7,0                            | 9,0                            | 10,0                           | 8,0                            | 7,0                            | 7,0                            | 5×7+              | 71          | 1355,01 |
| 8.       | Charles Snelling   | Kanada (CAN)                | 8,0                            | 9,0                            | 6,0                            | 9,0                            | 8,0                            | 6,0                            | 7,0                            | 5,0                            | 9,0                            | 6×8+              | 67          | 1353,80 |
| 9.       | Alain Calmat       | Franciaország (FRA)         | 6,0                            | 10,0                           | 9,0                            | 10,0                           | 7,0                            | 9,0                            | 9,0                            | 9,0                            | 8,0                            | 7×9+              | 77          | 1335,19 |
| 10.      | Tilo Gutzeit       | Egyesült Német Csapat (EUA) | 12,0                           | 8,0                            | 10,0                           | 8,0                            | 11,0                           | 8,0                            | 12,0                           | 10,0                           | 11,0                           | 5×10+             | 90          | 1269,80 |
| 11.      | François Pache     | Svájc (SUI)                 | 10,0                           | 11,0                           | 11,0                           | 11,0                           | 10,0                           | 11,0                           | 10,0                           | 11,0                           | 10,0                           | 9×11+             | 95          | 1254,20 |
| 12.      | Hans Müller        | Svájc (SUI)                 | 13,0                           | 12,0                           | 12,0                           | 13,0                           | 12,0                           | 12,0                           | 14,0                           | 12,0                           | 12,0                           | 6×12+             | 112         | 1217,52 |
| 13.      | Allan Ganter       | Ausztrália (AUS)            | 11,0                           | 15,0                           | 13,0                           | 12,0                           | 13,0                           | 13,0                           | 11,0                           | 13,0                           | 13,0                           | 8×13+             | 114         | 1191,72 |
| 14.      | Darío Villalba     | Spanyolország (ESP)         | 14,0                           | 13,0                           | 14,0                           | 14,0                           | 16,0                           | 14,0                           | 13,0                           | 16,0                           | 14,0                           | 7×14+             | 128         | 1145,70 |
| 15.      | Kalle Tuulos       | Finnország (FIN)            | 16,0                           | 14,0                           | 15,0                           | 15,0                           | 15,0                           | 16,0                           | 15,0                           | 15,0                           | 16,0                           | 6×15+             | 137         | 1120,58 |
| 16.      | Charles Keeble     | Ausztrália (AUS)            | 15,0                           | 16,0                           | 16,0                           | 16,0                           | 14,0                           | 15,0                           | 16,0                           | 14,0                           | 15,0                           | 5×15+             | 137         | 1115,39 |